# 노랫길
노랫길(songline)은 토착 물활론(애니미즘) 믿음체계에서 오스트레일리아 토착민들에게 몽환로(dreaming track)로 불리기도 하는데, 지역 창조신들이 꿈을 꿀때 생긴 땅을(가끔씩은 하늘을) 가로지르는 길이다. 노갯길의 길은 민요, 이야기, 춤, 그림에 기록되어있다.
현명한 사람은 랜드마크나 물웅덩이, 그리고 다른 자연현상들의 위치를 묘사한 노래의 단어를 되풀이 함으로써 땅을 가로질러 안내할 수 있다. 어떨때는 길들의 흔적이나 돌에 새김(petrosomatoglyph), 그들의 발자국이라 불리는 땅위에 움푹 패인곳 창조주들의 길의 증거라고 말해진다.
노래를 적절한 순서로 부름으로써 토착민들은 흔히 오스트레일리아를 여행하면서 먼 거리를 찾아 다닐 수 있다. 오스트레일리아 대륙은 노랫길의 거대한 체계를 포함하고 있는데 어떤 것은 수 킬로미터지만 다른것들은 확실히 다른 언어와 다른 문화를 가진 많은 토착민들의 땅을 지나 수 백 킬로미터를 가로지른다.
노랫길은 다른 언어족들의 지역에 걸쳐있기 때문에 노래의 각각의 다른 부분들은 그 다른 언어들로 되어있다. 언어는 장애물이 되지 않는데 왜냐하면 노래에서 선율의 윤곽이 노래하는 지역의 자연을 묘사하기 때문이다. 리듬은 노래를 이해하는데 중요하다. 그 지역의 노래를 듣는 것은 그 노랫길을 따라 걸으며 그 지역을 관찰하는 것과 같다.

## 같이 보기
- 장소법
- 구전
- 스토리 아크